# Kolibřík duhový
Kolibřík duhový (Chrysuronia versicolor) je středně velký druh kolibříka.

## Výskyt
Je rozšířený převážně v polootevřených krajinách s rozptýleným porostem stromů a na okrajích lesů v Argentině, Bolívii, Brazílii, Kolumbii, Paraguayi, Peru a Venezuele.

## Popis
Dorůstá 8–10 cm, má relativně krátký, lehce zahnutý, tmavý zobák s červenou bází a tvoří řadu poddruhů, které se vzájemně liší zbarvením.

## Potrava
Živí se přednostně nektarem z květů s kratší trubkou, ale požírá také hmyz.